# Escut i bandera de Xulilla
L'escut i la bandera de Xulilla són els símbols representatius oficials de Xulilla, municipi del País Valencià, a la comarca dels Serrans.

## Escut heràldic
L'escut oficial de Xulilla té el següent blasonament:
| « | Escut quadrilong de punta redona. En camp de gules, una torre d'or, maçonada i aclarida de sable, somada d'un braç armat d'argent, empunyant una espasa nua del mateix metall i acostada de dues claus d'argent posades en pal. En punta, un arc armat d'argent amb una fletxa parada. Per timbre, corona reial oberta. | » |

## Bandera
La bandera oficial de Xulilla té la següent descripció:
| « | Bandera de proporcions 2:3. De roig, al centre una torre groga, maçonada i aclarida de sable, sumada d'un braç armat, de plata o gris perla, empunyant una espasa nua del mateix color i acostada per dues claus de plata posades en pal. Sota la torre un arc armat de plata o gris perla amb fletxa parada. | » |

## Història
L'escut fou rehabilitat per Resolució de 20 de febrer de 2006, del conseller de Justícia, Interior i Administracions Públiques, publicada al DOGV núm. 5.220-segon fascicle, de 16 de març de 2006.
Es tracta de l'escut utilitzat tradicionalment per la vila, d'ús immemorial, amb la torre segurament referida al seu castell, l'element més característic de la població i seu d'una baronia des del segle xiii. Els elements militars representats (el braç armat, l'arc amb la fletxa) i les claus possiblement al·ludeixen a la seva posició estratègica, fronterera amb el Regne de Castella, que l'han fet escenari de diverses batalles durant la història.
La bandera fou aprovada per Resolució d'1 d'abril de 2019, de la Presidència de la Generalitat, publicada al DOGV núm. 8.530, de 16 d'abril de 2019.

## Galeria d'imatges

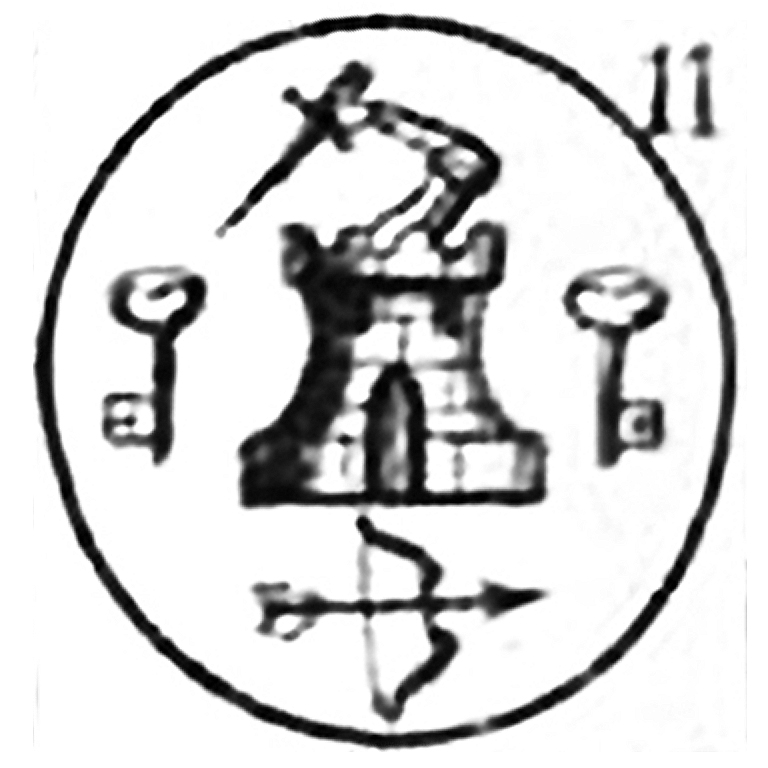
Escut estret d'«Atlante español» (Espinalt, 1784).
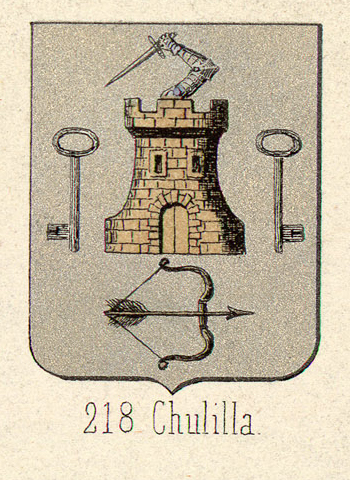
Escut estret de «Trofeo heroico» (Piferrer, 1860).